# Адміністративний устрій Чернігівського району (Чернігівська область)
Адміністративний устрій Чернігівського району — адміністративно-територіальний поділ Чернігівського району Чернігівської області на 3 селищні громади, 5 сільських громад, 1 селищну та 10 сільських рад, які об'єднують 124 населені пункти та підпорядковані Чернігівській районній раді. Адміністративний центр — місто  Чернігів, що є містом обласного значення та одночасно адміністративним центром області і до складу Чернігівського району не входить.

## Список громадЧернігівського району
- Гончарівська селищна громада
- Іванівська сільська громада
- Киїнська сільська громада
- Киселівська сільська громада
- Михайло-Коцюбинська селищна громада
- Новобілоуська сільська громада
- Олишівська селищна громада
- Хмільницька сільська громада

## Список радЧернігівського району
| №  | Назва                       | Центр           | Населені пункти                                                                        | Площа км² | Місце за площею | Населення (2001), чол. | Місце за населенням | Розташування |
| -- | --------------------------- | --------------- | -------------------------------------------------------------------------------------- | --------- | --------------- | ---------------------- | ------------------- | ------------ |
| 1  | Седнівська селищна рада     | смт Седнів      | смт Седнів с-ще Нове                                                                   | 53,405    | 19              | 1968                   | 9                   |              |
| 2  | Анисівська сільська рада    | c. Анисів       | c. Анисів с. Лукашівка                                                                 | 74,609    | 8               | 1913                   | 11                  |              |
| 3  | Боровиківська сільська рада | c. Боровики     | c. Боровики с. Будище с. Василева Гута с. Ворохівка с. Ліски с. Лісне с. Хатилова Гута | 89,69     | 2               | 507                    | 43                  |              |
| 4  | Вознесенська сільська рада  | c. Вознесенське | c. Вознесенське с. Новоселівка                                                         | 5,063     | 39              | 1343                   | 16                  |              |
| 5  | Пакульська сільська рада    | c. Пакуль       | c. Пакуль с. Завод с. Линея с. Папірня с. Пильня с. Рудня с. Семенягівка               | 128,626   | 1               | 1479                   | 14                  |              |
| 6  | Петрушинська сільська рада  | c. Петрушин     | c. Петрушин                                                                            | 48,098    | 22              | 741                    | 35                  |              |
| 7  | Пісківська сільська рада    | c. Піски        | c. Піски с. Єньків с. Підгірне                                                         | 2,13      | 43              | 595                    | 42                  |              |
| 8  | Серединська сільська рада   | c. Серединка    | c. Серединка с. Сіножацьке с. Топчіївка                                                | 76,13     | 7               | 750                    | 34                  |              |
| 9  | Терехівська сільська рада   | c. Терехівка    | c. Терехівка с. Малинівка с. Стаси с. Товстоліс                                        | 52,329    | 20              | 1094                   | 23                  |              |
| 10 | Халявинська сільська рада   | c. Халявин      | c. Халявин с. Полуботки с. Шевченка                                                    | 48,37     | 21              | 1399                   | 15                  |              |
| 11 | Черниська сільська рада     | c. Черниш       | c. Черниш с. Клочків                                                                   | 63,143    | 14              | 979                    | 28                  |              |

* Примітки: м. — місто, смт — селище міського типу, с. — село, с-ще — селище